# Vichel (Puy-de-Dôme)
Vichel ist eine französische Gemeinde mit 333 Einwohnern (Stand: 1. Januar 2022) im Département Puy-de-Dôme in der Region Auvergne-Rhône-Alpes (vor 2016 Auvergne). Sie gehört zum Arrondissement Issoire und zum Kanton Brassac-les-Mines (bis 2015: Kanton Saint-Germain-Lembron). 

## Geographie
Vichel liegt etwa 39 Kilometer südsüdöstlich von Clermont-Ferrand. Umgeben wird Vichel von den Nachbargemeinden Saint-Germain-Lembron im Norden und Osten, Charbonnier-les-Mines im Osten, Moriat im Süden und Südosten, Saint-Gervazy im Westen und Südwesten sowie Collanges im Westen und Nordwesten.

## Bevölkerungsentwicklung
| Jahr                       | 1962 | 1968 | 1975 | 1982 | 1990 | 1999 | 2006 | 2013 |
| Einwohner                  | 165  | 176  | 158  | 181  | 213  | 211  | 277  | 313  |
| Quellen: Cassini und INSEE |      |      |      |      |      |      |      |      |

## Sehenswürdigkeiten
- Kirche aus dem 14. Jahrhundert
- Turm von Montcelet, Rest der alten Burg